# 波合胤成
波合 胤成（なみあい たねなり）は、戦国時代の武将。通称備前守。原胤成とも。

## 略歴
原胤光の弟。弘治2年（1556年）より武田信玄に仕え波合（現・長野県下伊那郡阿智村、「浪合」とも）において知行600石を領した。元亀2年（1571年）に住む所を屋号にするよう命じられたため、原から波合に変わった。浪合関所の番頭役。
川中島の戦いで武功を立てた。天正3年（1575年）長篠の戦いにおいて討死。子の萬五郎が相続した 。
天正5年（1577年）、尹良山堯翁院(長野県下伊那郡阿智村浪合)の開祖とされる。
子孫は江戸時代に浪合関所の番頭を務めた。